# ガリレオ・アヴィオニカ
ガリレオ・アヴィオニカ (Galileo Avionica) は、イタリアのフィンメッカーニカ・グループに所属する企業で、現在はミサイル、レーダー、アビオニクスなどのシステム全体の製造を専門とした防衛用電子分野を業務とする。
社長は最高経営責任者ジャンカルロ・グラッソで最高執行責任者はレンツォ・マスキーニである。カンピ・ビゼンツィオに本社がある。